# Ocaklar, Erdek
Ocaklar là một thị trấn thuộc huyện Erdek, tỉnh Balıkesir, Thổ Nhĩ Kỳ. Dân số thời điểm năm 2010 là 1.7 người.